# Marge the Lumberjill
"Marge the Lumberjill", titulado Marge la Leñadora en Hispanoamérica y en España, es el sexto episodio de la trigesimoprimera temporada de la comedia animada estadounidense Los Simpson, y el episodio 668 en general. Se estrenó el 10 de noviembre de 2019 en Estados Unidos, el 13 de septiembre de 2020 en Hispanoamérica y el 14 de junio de 2021 en abierto en España. El escritor fue Ryan Koh, mientras que la música Jill Sobule también escribió e interpretó una canción original para el episodio.
Este episodio presentó a Gray Griffin como Sherri y Terri y Martin Prince luego de la muerte de Russi Taylor el 26 de julio de 2019. Después de que todos piensan que es aburrida, Marge comienza a ser leñadora.

## Trama
En la Escuela Primaria de Springfield, los niños representan escenas dramáticas que ellos mismos escribieron, basadas en programas de televisión y videos de YouTube . Cerca del final, Lisa realiza una escena basada en su familia, protagonizada por ella misma junto con Database (como Bart), Ralph (como Homer), Sam (como Marge) y Kearney (como Maggie). Esto hace que su familia se sienta incómoda con la forma en que la gente los ve desde afuera; en particular a Marge por ser percibida como aburrida. Para cambiar estas percepciones, Marge intenta hacer un sermón divertido en la Iglesia de Springfield, pero falla. 
Al volver a casa, una luz golpea un árbol y hace que el tronco caiga encima del coche. Al día siguiente, Homer comienza a cortar el baúl, pero pronto se duerme en su hamaca, por lo que Marge comienza a cortarlo ella misma. Patty invita a su amiga leñador Paula a verla hacer el trabajo; Paula procede a entrenar a Marge y la invita a convertirse en leñador en el bosque. 
Marge finalmente se dedica a los deportes de madera y participa en un equipo con Paula en el Springfield Timbersports Pro-am, que ganan contra otros hombres. En este momento, Patty le dice a Homer que Paula es lesbiana; lo que hace que Homer tema que Paula intentará robarle a Marge. Paula finalmente le pide a Marge que se convierta en su compañera entrenando durante un mes en Portland, Oregon y ella acepta, amplificando las preocupaciones de Homer. 
Un mes después, Homer y los niños van a Portland para traerla de regreso, pero la encuentran conociendo a Paula en la casa y sin estar segura de regresar al día siguiente después de la competencia, el Grizzly Timbersports Northwest Championship. Ganan y Paula le dice a Homer que ella no está románticamente interesada en Marge; tiene una esposa que es bailarina de cintas en los Juegos Olímpicos y tienen un hijo propio. También le asegura a Homer que ella y Marge son solo buenos amigos y que Marge puede volver a entrenar con ella en cualquier momento. Agradecido, Homer le ofrece su esperma si decide tener otro hijo, a lo que ella promete pensarlo. Luego entrena a Homer para que se ofrezca a llevar a Marge a su casa en Springfield.
En la escena final, Homer le compra a Maggie una motosierra de juguete para que ella pueda desarrollar un interés en el leñador en el futuro. Sin embargo, se asusta tan pronto como lo intenta.

## Recepción
Tony Sokol de Den of Geek le dio al episodio 2 estrellas y media de 5.
Dennis Perkins de The AV Club le dio al episodio una B-, diciendo "Todo deja a la amable 'Marge The Lumberjill' sintiéndose terriblemente inesencial, especialmente porque no está lleno de grandes bromas compensatorias. . . Y hay un pequeño y encantador regalo para los fanáticos de la excéntrica cantante y compositora bisexual Jill Sobule (de la canción superior 'I Kissed A Girl'), quien canta el himno original del montaje de entrenamiento de Marge 'The Lumberjill Song' después de que se verifique su nombre. como el ícono de la moda de Marge recién Portland-izado. Es dulce, incluso si su representación lúdica del despertar interior de Marge se siente más involucrada de lo que termina siendo el episodio en su conjunto ".